# Karsznice (powiat łęczycki)
Karsznice – wieś w Polsce położona w województwie łódzkim, w powiecie łęczyckim, w gminie Góra Świętej Małgorzaty.
W latach 1975–1998 miejscowość należała administracyjnie do województwa płockiego.
Zobacz też: Karsznice, Karsznice Duże, Karsznice Małe